# Natuurreservaat Teiča
Het Natuurreservaat Teiča (Lets: Teiču Dabas rezervāts) is een natuurgebied in de regio Letgallen in het oosten van Letland. Het omvat delen van de gemeenten Madona, Varakļāni en Krustpils.
Het natuurreservaat werd opgericht in 1982 met als doel het Teičaveen, een van de grootste veengebieden in de Baltische staten, te beschermen. Het natuurgebied heeft een oppervlakte van 19.779 ha, waarvan het eigenlijke Teičaveen 13.681 ha inneemt. Dit drasland bevat 18 kleine meertjes, terwijl op andere plaatsen hogere stukken vastere grond als kleine eilandjes in het veen liggen. Ongeveer 3729 ha van het natuurgebied bestaat uit bosland. Het vormt een van de grootste ecosystemen in zijn soort in de Baltische regio, en het veen zelf is een van de grootste in de Baltische staten.
Het gebied is door de Letse overheid aangewezen als strikt natuurreservaat met bescherming van de hoogste categorie. Het is daarmee een van de vier natuurreservaten in Letland, onder een totaal van 683 beschermde natuurgebieden. Deze aanduiding is gereserveerd voor gebieden met weinig of geen menselijke activiteiten en zeldzame of karakteristieke ecosystemen. Sinds 2004 maakt het deel uit van het Europese Natura 2000-netwerk.
Als strikt natuurreservaat is de toegang tot het gebied beperkt. Het is verdeeld in twee delen:
- Een gebied waar de toegang gedurende een beperkte tijd van het jaar (1 juni - 31 oktober) mogelijk is, op voorwaarde dat de bezoekers door een bevoegde gids worden begeleid. In het in de gemeente Krustpils gelegen deel van het natuurgebied is er een zonder gids toegankelijke uitkijktoren.

- Een gebied waar de toegang strikt verboden is, tenzij voor wetenschappelijke doeleinden. Hiervoor is een vergunning van de bevoegde autoriteit vereist.

Het reservaat is het leefgebied van een aantal zeldzame of bedreigde soorten, waaronder 38 beschermde soorten bloeiende planten en varens en 24 beschermde soorten mos. Het is ook een belangrijk leefgebied voor vele dieren, met inbegrip van ongewervelden. Het is een internationaal belangrijke locatie voor zowel trekvogels als standvogels. De meeste in de Letse draslanden voorkomende vogelsoorten worden hier gevonden, sommigen zoals kraanvogels en ganzen in grote aantallen.
Op een van de eilanden in het natuurgebied, Siksala, woont een kleine groep van oudgelovigen: etnische Russen die zich na religieuze vervolgingen in de 17e eeuw daar vestigden.